# Bill Gates

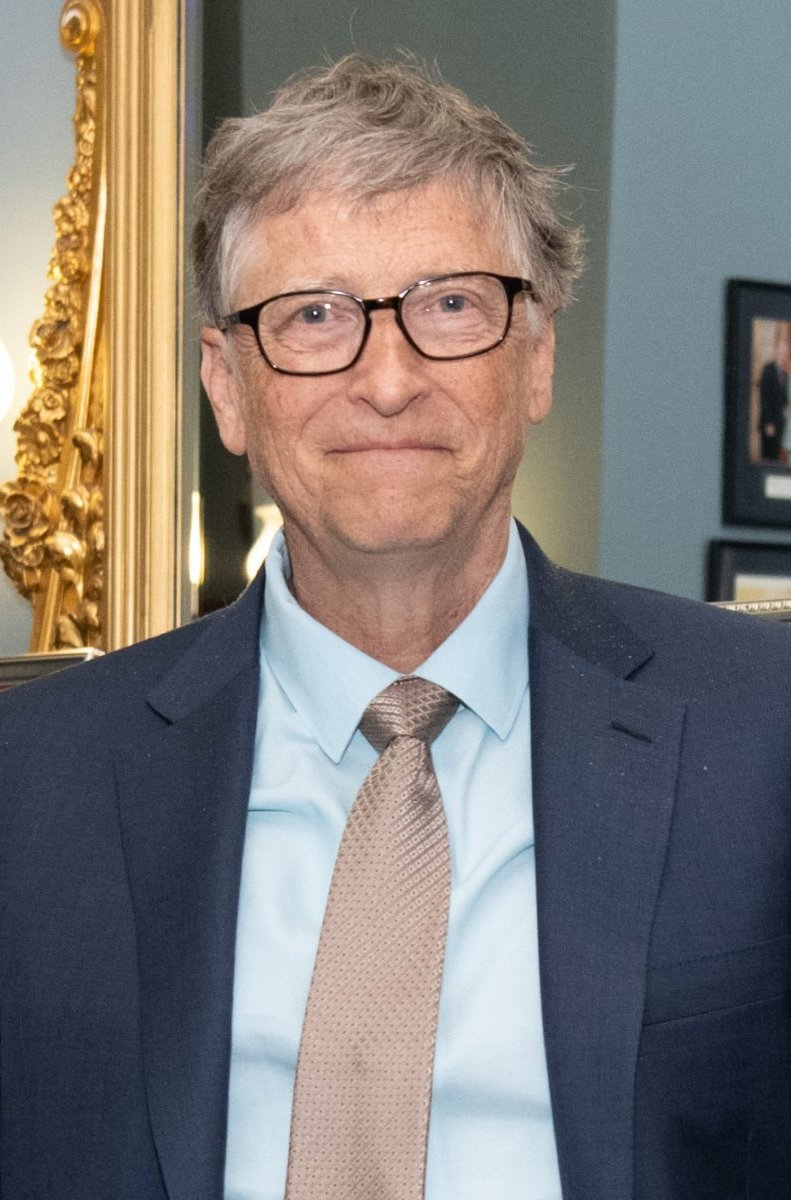
Bill Gates (2019)

William Henry „Bill“ Gates III, KBE (* 28. Oktober 1955 in Seattle, Washington) ist ein US-amerikanischer Unternehmer, Programmierer und Mäzen. Er gründete 1975 gemeinsam mit Paul Allen das Unternehmen Microsoft und gilt heute mit einem geschätzten Vermögen von 118 Milliarden US-Dollar als einer der weltweit reichsten Menschen.
2008 zog er sich aus dem operativen Geschäft zurück und ist seither über die von ihm und Melinda Gates gegründete wohltätige Gates Foundation hauptsächlich als Philanthrop aktiv. Stand 2018 hatte Gates über 36 Mrd. US-Dollar an seine Stiftung gespendet sowie angekündigt, bis zum Lebensende 95 Prozent seines Vermögens an sie abgeben zu wollen.

## Frühe Jahre und Ausbildung
Gates wurde 1955 in Seattle als zweites von drei Kindern des Rechtsanwalts William H. Gates, Sr. (1925–2020) und der Lehrerin Mary Maxwell Gates (1929–1994) geboren. Er hat eine ältere und eine jüngere Schwester.
Bill Gates brillierte in der Grundschule vor allem in Mathematik und Naturwissenschaften und besuchte mit 13 Jahren die private Lakeside School in Seattle. Als er in der achten Klasse war, wurde in der Schule ein Fernschreiber des Typs ASR-33 angeschafft, mit dem die Schüler bei General Electric Computerzeit nutzen konnten. Gates fand Interesse daran, den GE-Rechner mit BASIC-Programmen zu programmieren und wurde zur Förderung teilweise vom Mathematikunterricht freigestellt.
Er schrieb sein erstes Computerprogramm auf einer dieser Maschinen: Eine Ausführung von Tic-Tac-Toe, die es dem Nutzer erlaubte, gegen den Computer zu spielen. Gates war fasziniert von der Maschine und wie sie den Software-Code umsetzte. Später sagte er über diesen Moment: „Da war einfach was Elegantes an dieser Maschine.“
Später konnten die Schüler auf einer PDP-10-Anlage der Digital Equipment Corporation arbeiten. Nachdem die Schüler Programmfehler in die Systeme eingeschleust hatten, die ihnen mehr freie Zeit an den Rechnern ermöglichten, wurde ihnen die Arbeit an den Rechensystemen für einen Sommer verboten, danach einigten sich Bill Gates, Paul Allen, Ric Weiland und Kent Evans mit den Betreibern darauf, dass sie Softwarefehler suchten und korrigierten und dafür Computerzeit zur Verfügung gestellt bekamen. Gates beschäftigte sich dann mit verschiedenen Programmiersprachen, um an dem System arbeiten zu können. Dabei handelte es sich neben BASIC auch um Fortran, Lisp und die Maschinensprache.
Zusammen mit seinem Schulfreund Paul Allen gründete Gates im Alter von 14 Jahren seine erste Firma Traf-O-Data. Sie entwickelten ein System zur Messung von Verkehrsströmen, das auf dem Prozessor Intel 8008 lief und ihnen 20.000 US-Dollar einbrachte. Die Vereinbarung mit der Computer Center Corporation endete 1970, und im folgenden Jahr wurde das Schulteam von der Information Sciences Inc. beauftragt, ein Lohn- und Gehaltslisten-Programm in COBOL zu schreiben.
Zur selben Zeit wurden er und sein Freund in den Sommerferien von jenem College beauftragt, ein Softwareprogramm zu schreiben, mit dem sich Klassenlisten und Stundenpläne bei Berücksichtigung verschiedener Bedingungen zusammenstellen ließen.
Kent Evans war damals nach Gates eigener Aussage sein bester Freund. Er hat auch bei der Persönlichkeitsentwicklung von Gates eine sehr wichtige Rolle gespielt, da er dessen autistischen und teilweise auch aggressiven Verhaltensweisen entgegenwirkte. Der frühe Unfalltod von Evans hat Gates daher im Alter von 16 Jahren psychisch sehr belastet.
1973 ging Gates an die Harvard University, um dort zu studieren, verbrachte seine Zeit aber überwiegend im Computerraum. Dort lernte er auch seinen späteren Geschäftspartner Steve Ballmer kennen. Im Dezember 1974 entwickelte er zusammen mit Allen innerhalb weniger Wochen den für den neu auf den Markt kommenden Heimcomputer Altair 8800 gedachten BASIC-Interpreter Altair BASIC, der später als Microsoft BASIC auch für verschiedene weitere Heimcomputer angepasst und weiterentwickelt wurde.

## Unternehmerischer Aufstieg

### Microsoft
1975 brach Gates sein Studium ab, um sich ganz der Führung seiner Microsoft Corporation zu widmen. Schon wenige Jahre danach gelang ihm der große Coup, als er IBM das Betriebssystem MS-DOS lieferte. Den Posten des Chief Executive Officers (CEO) gab er im Januar 2000 an Steve Ballmer ab und war seitdem Aufsichtsratsvorsitzender und Chefentwickler. Am 15. Juni 2006 kündigte Gates an, sich bis zum Juli 2008 aus dem Tagesgeschäft von Microsoft zurückzuziehen und den Chefentwicklerposten dem bisherigen Technikchef Ray Ozzie zu überlassen, um sich dann verstärkt seiner Stiftung für wohltätige Zwecke anzunehmen. Er war bis 2014 weiterhin Chairman (Aufsichtsratsvorsitzender) und unterstützte Microsoft mit Ideen und Visionen.
Im November 2007 wurde Bill Gates von der CompTIA zur einflussreichsten Person der IT-Welt der letzten 25 Jahre gewählt.
Gates war bis 2014 Chairman of the Board (vergleichbar mit einem Aufsichtsratsvorsitzenden) und bis 2006 Leiter der Entwicklungsabteilung (Chief Software Architect) des Unternehmens. Seit 2014 ist er technischer Berater bei Microsoft. Seit Dezember 2004 ist er auch Mitglied des Aufsichtsrats (Board of Directors) von Berkshire Hathaway. Am 12. September 2007 verabschiedete er sich auf der Unternehmensversammlung offiziell von seinem Unternehmen, am 27. Juni 2008 arbeitete er zum letzten Mal ganztägig bei Microsoft.

### Nach Microsoft
2006 gründete er mit TerraPower ein Unternehmen, das sich mit der Machbarkeit des Konzepts des Laufwellen-Reaktors beschäftigt. 2008 wurde bekannt, dass er ein weiteres Unternehmen mit dem Namen bgC3 gegründet hat. Von dem Think Tank sind jedoch keine Aktivitäten öffentlich bekannt.
Als Investor ist Gates neben seiner Stiftung mit der Cascade Investment tätig. So ist er unter anderem an der Bildagentur Corbis und dem Berliner Start-up-Unternehmen ResearchGate beteiligt.

## Privatleben

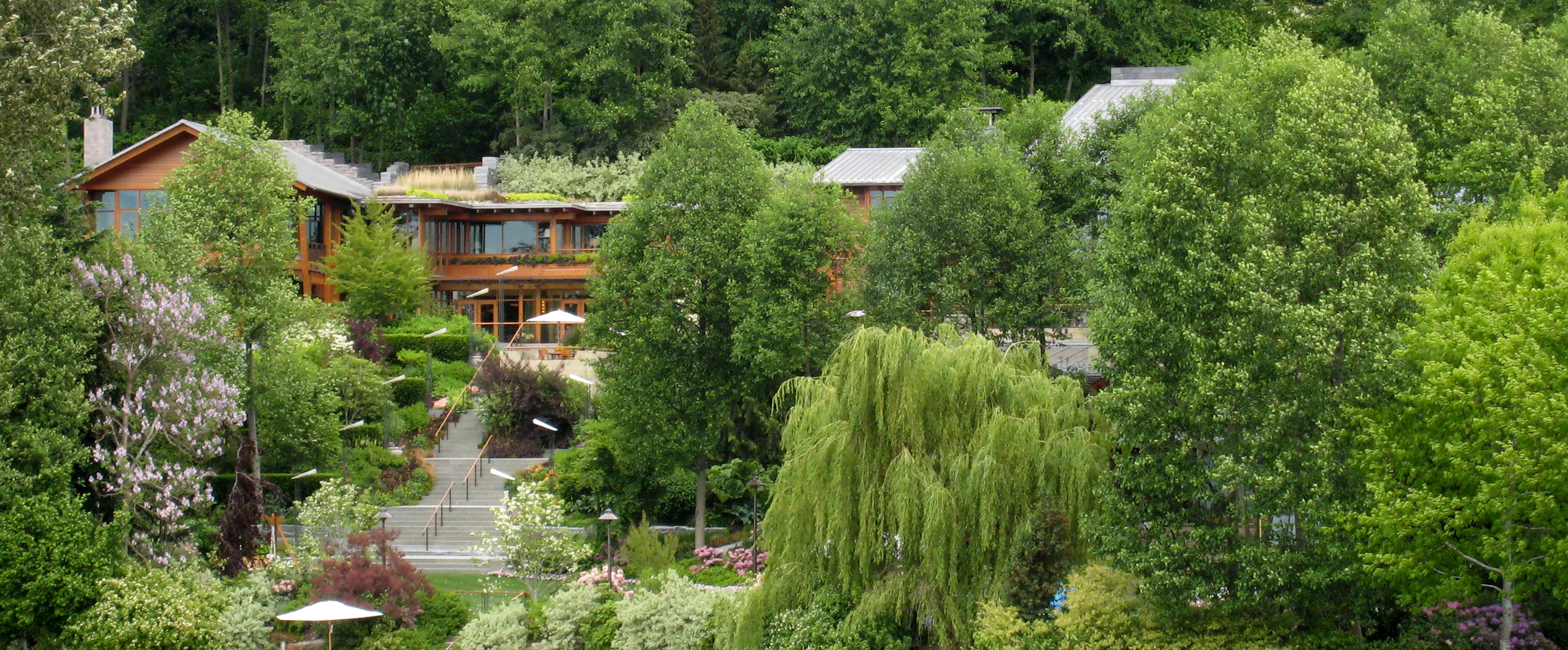
Bill Gates’ Wohnsitz am Lake Washington

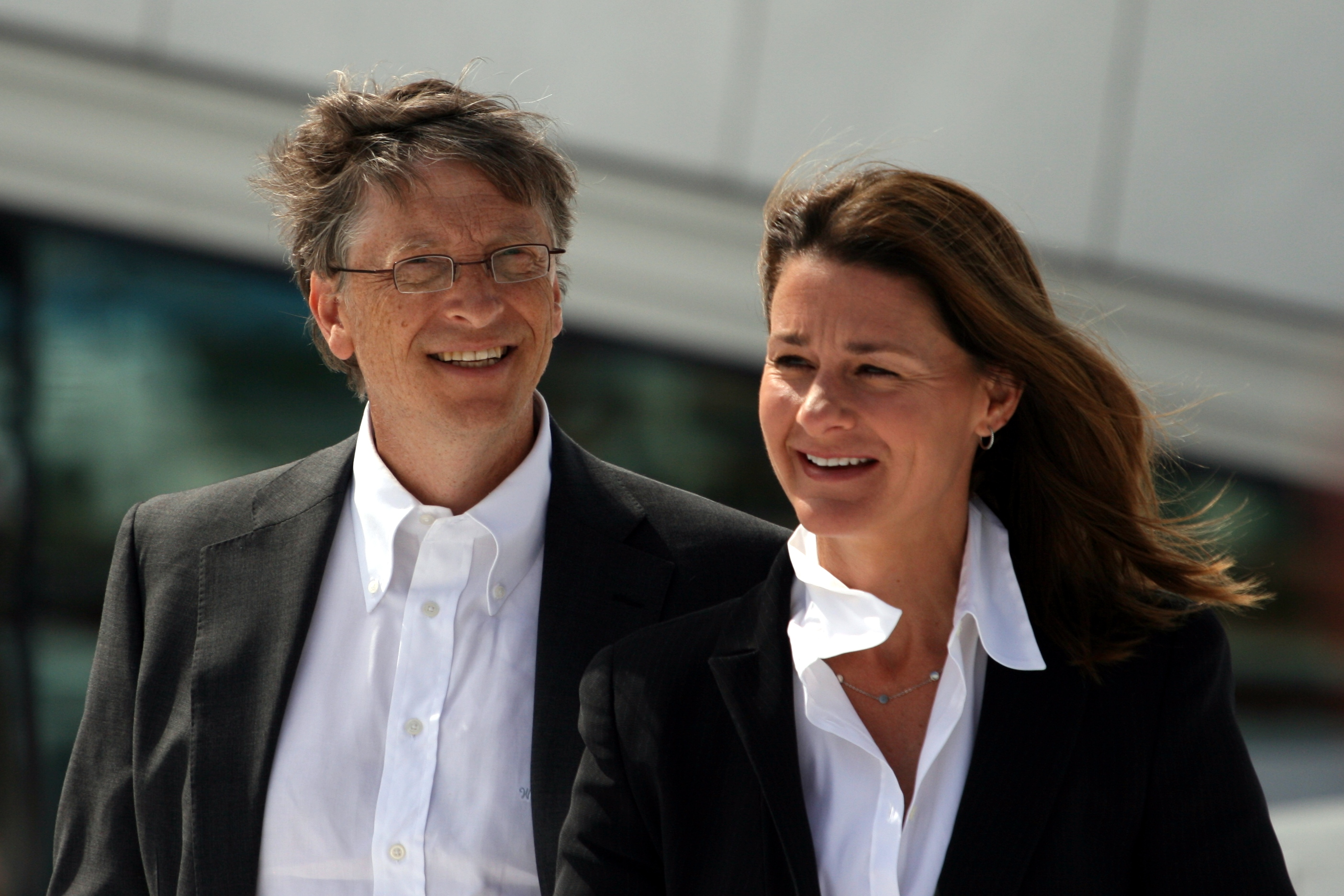
Bill Gates mit Ehefrau Melinda Gates im Jahr 2009

Gates heiratete 1994 die Programmiererin Melinda French, die damals Projektmanagerin des Betriebssystemzusatzes Microsoft Bob war. Mit ihr hat er zwei Töchter (* 1996 und 2002) sowie einen Sohn (* 1999). Er lebte mit seiner Familie in Medina am Lake Washington in einem Anwesen, das von dem Architekten James Cutler entworfen wurde. Am 3. Mai 2021 kündigten Bill und Melinda Gates an, ihre Ehe zu beenden. Sie wurde Anfang August 2021 geschieden.
Seit 2023 ist Gates mit Paula Hurd, der Witwe des Oracle-CEO Mark Hurd, liiert.
Er ist ein leidenschaftlicher Golf- und Bridge-Spieler. Bill Gates galt nach der Rangliste 2003 der Financial Times als angesehenster Unternehmer der Welt.
Gates ist der Schwiegervater des ägyptischen Springreiters Nayel Nassar.

### Bill & Melinda Gates Foundation

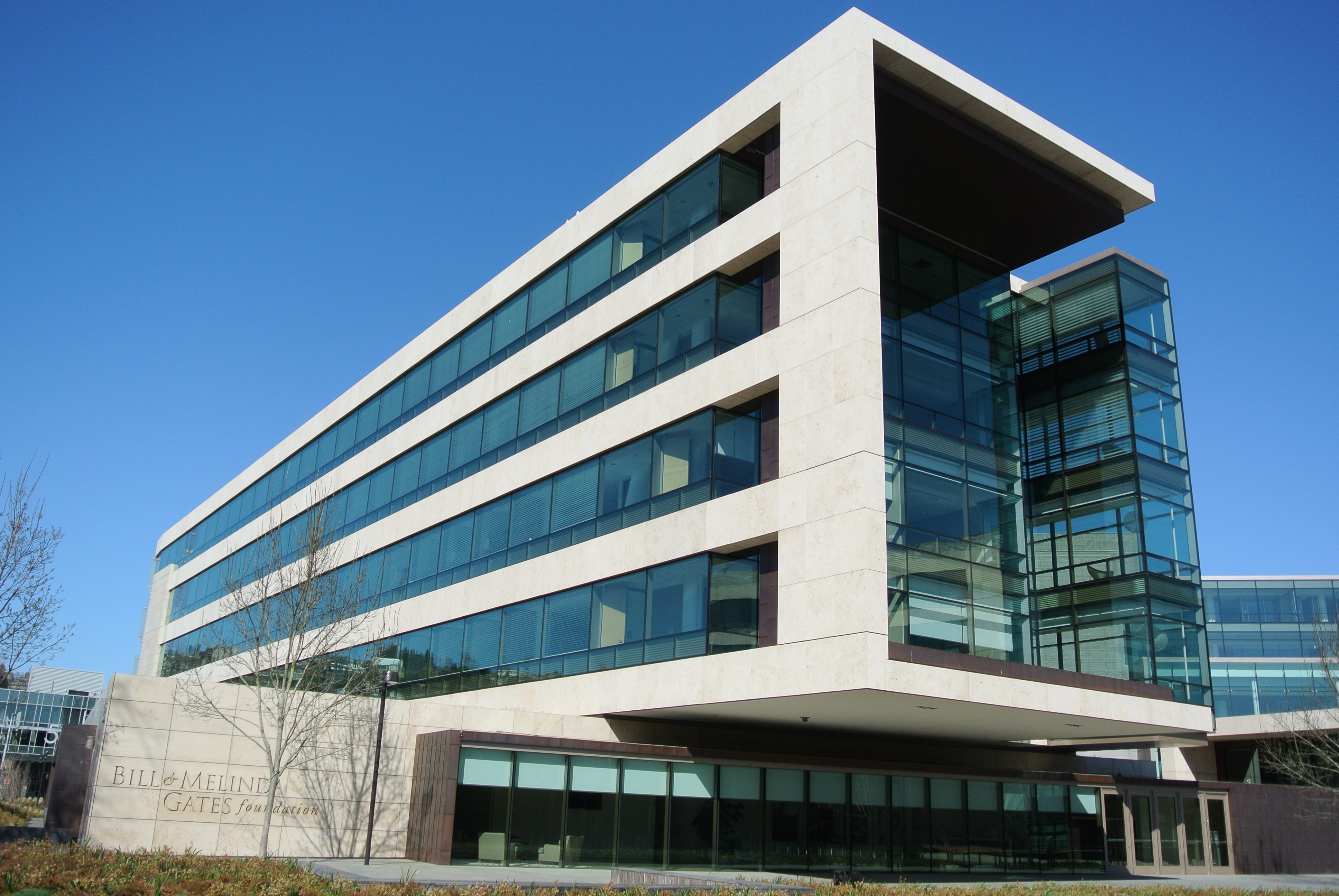
Westlicher Flügel des Hauptsitzes der Bill & Melinda Gates Foundation

Bill Gates und seine Ex-Frau Melinda unterhalten gemeinsam die Stiftung Bill & Melinda Gates Foundation, die über ein geschätztes Vermögen von annähernd 46,8 Milliarden US-Dollar verfügt und damit inzwischen die größte private, wohltätige Stiftung der Welt ist. Neben der Foundation, die Gelder an Zuwendungsempfänger zur weltweiten Verbesserung der Gesundheitsversorgung und Bekämpfung von extremer Armut sowie die Ermöglichung von Zugang zu Bildung und Informationstechnologie, verteilt, gibt es die Organisation Bill & Melinda Gates Foundation Trust, die die Vermögensanlageentscheidungen der Stiftung trifft.
Aktueller Schwerpunkt der Tätigkeit der Stiftung ist die Bekämpfung der Malaria sowie der Poliomyelitis (Kinderlähmung). Für ersteres hat Gates im Oktober 2005 eine Spende von 258,3 Mio. US-Dollar angekündigt. Im Januar 2009 kündigte er eine Spende von 255 Mio. US-Dollar an Rotary International zur Unterstützung des Rotary-Programms zur weltweiten Ausrottung der Poliomyelitis an.
Am 29. Januar 2010 gaben Bill und Melinda Gates bekannt, dass sie in den nächsten 10 Jahren insgesamt 10 Milliarden US-Dollar für Impfstoffe spenden wollen.
Bis zu seinem Tod will Gates nach eigenen Aussagen 90 bis 95 Prozent seines Gesamtvermögens spenden, nur 0,02 % seines Gesamtvermögens wird er jedem seiner Kinder zukommen lassen: nämlich 10 Millionen US-Dollar. Diese Zahlen sind allerdings nicht bestätigt. Einem Interview mit Melinda Gates zufolge hätten sie noch nie Zahlen dazu genannt. Sie bestätigt lediglich, dass das Erbe für ihre Kinder relativ gering ausfallen werde. Auch Warren Buffett hat einen großen Teil seines Vermögens für die Stiftung in seinem Testament zugesagt.
Für seine vorbildliche „Generosität und Philanthropie“ wurde Bill Gates zusammen mit Melinda Gates im Jahr 2006 der Prinz-von-Asturien-Preis für Internationale Zusammenarbeit verliehen. 2005 wurde er gemeinsam mit seiner damaligen Frau sowie dem irischen Musiker Bono für seine wohltätige Arbeit vom Time Magazine als Person of the Year gekürt.

### Warnung vor Pandemien
Bill Gates warnt bereits seit Jahren – auch lange vor der sich seit Anfang 2020 ausbreitenden COVID-19-Pandemie – vor den Gefahren einer weltweiten Pandemie. So brachte er zum Beispiel bei einem TED-Talk im Jahre 2015 seine Sorge zum Ausdruck, dass von neuartigen Krankheitserregern heutzutage sogar eine größere Gefahr ausgehe als von Atomraketen und militärischen Konflikten, und plädierte dafür, im Kampf gegen Mikroben aufzurüsten. 2018 soll er auch den amerikanischen Präsidenten Donald Trump in einem Gespräch dazu aufgefordert haben, mehr in entsprechende Schutzmaßnahmen zu investieren.
Im Februar 2020 kündigte er an, dass seine Stiftung rund 100 Millionen US-Dollar in Maßnahmen für eine globale Antwort auf die Corona-Pandemie spenden werde, und im März 2020, dass seine Stiftung zusammen mit Wellcome und Mastercard bis zu 125 Millionen US-Dollar in die Entwicklung von Medikamenten zur Behandlung von COVID-19 investieren werde. Die Bill & Melinda Gates Foundation unterstützte im Rahmen dessen unter anderem die Tübinger Firma Curevac, die einen Coronavirusimpfstoff entwickelt. Gates empfahl im März 2020, die USA und andere Nationen sollten mit Steuermitteln frühzeitig die Massenproduktion der Impfdosen gegen COVID-19 vorbereiten. Im April 2020 begannen US-Behörden die Operation Warp Speed.
Am 28. Februar 2020 veröffentlichte er im New England Journal of Medicine einen Beitrag zu Perspektiven der Pandemie. Er empfahl darin, den Fokus auf die Bekämpfung in Ländern mit niedrigen und mittleren Einkommen (LMIC) zu legen und eine „Infrastruktur für Vorkehrungen“ gegen zukünftige Pandemien aufzubauen.

### Vermögen
Nach Schätzungen des Forbes Magazine führte Gates zwischen 1994 und 2014 15 Mal die Liste der reichsten Menschen der Welt an. Im Juli 2017 wurde er hier von Amazon-Gründer Jeff Bezos abgelöst. Zu diesem Zeitpunkt wurde das Vermögen von Gates auf 90 Milliarden US-Dollar geschätzt. Dieses verteilt bzw. investiert er über seine im Jahr 1995 gegründete Holding Cascade Investment. Er besitzt derzeit (2020) etwa 1,3 % der Anteile an Microsoft und ist mit einer Gesamtfläche von etwa 100.000 Hektar (242.000 Acres) der größte private Ackerlandbesitzer in den USA.
Im Juni 2010 startete Gates zusammen mit Warren Buffett die Initiative The Giving Pledge, in der die sogenannten US-amerikanischen „Superreichen“ Geld an wohltätige Zwecke spenden sollten. Im August 2010 verschrieben sich dieser Kampagne bereits 40 US-Dollar-Milliardäre. Laut dem Forbes Magazine stieg ihre Zahl bis zum März 2014 auf über 100 an.

### Trivia
Unter Gates privaten Käufen befindet sich der Codex Leicester, eine Sammlung von Notizen von Leonardo da Vinci, den er 1994 für 30,8 Millionen US-Dollar bei einer Auktion erwarb.
Als Hobby lernte er das Bridgespielen schon als Kind von seinen Eltern. Er spielt regelmäßig bei den US-amerikanischen North American Bridge Championships mit und gewann 2017 den „Swiss Teams“-Wettbewerb.
In der US-amerikanischen Sitcom The Big Bang Theory hatte Gates einen Gastauftritt in der 18. Folge der 11. Staffel (The Gates Excitation, dt. Titel: Die Bill-Gates-Begegnung), die am 29. März 2018 in den USA und am 25. September 2018 in Deutschland ausgestrahlt wurde.

## Ehrungen
1992 wurde Bill Gates in die American Academy of Arts and Sciences gewählt. Im Februar 2002 erhielt er die Ehrendoktorwürde der Königlich Technischen Hochschule in Stockholm.
Am 2. März 2005 wurde Bill Gates von der britischen Königin Elisabeth II. zum Knight Commander des Order of the British Empire erhoben. Den Titel bekam er nach Angaben des Außenministeriums in London für seine umfangreichen Spenden zur Bekämpfung von Armut und Krankheiten und für seine Verdienste um die britische Wirtschaft. Als Amerikaner bleibt ihm jedoch das Tragen des Titels „Sir“ verwehrt. 2005 war er gemeinsam mit seiner damaligen Ehefrau Person des Jahres des Time Magazine.
Am 8. Juni 2007 wurde Bill Gates die Ehrendoktorwürde durch die Harvard-Universität verliehen. Ebenfalls 2007 erfolgte die Auszeichnung von Bill und Melinda als Ritter des Ordens vom Aztekischen Adler (Mexiko).
Im August 2009 erhielten Bill und Melinda Gates gemeinsam eine Ehrendoktorwürde von der University of Cambridge, für 2013 wurde beiden der Lasker~Bloomberg Public Service Award der Lasker Foundation zugesprochen.
Am 14. November 2013 erhielten Bill und seine damalige Ehefrau Melinda den Bambi in der Kategorie „Millennium“ für die Bill & Melinda Gates Foundation.
2015 wurde ihm der Padma Bhushan verliehen. Im November 2016 zeichnete ihn Präsident Barack Obama mit der Presidential Medal of Freedom aus. 2020 wurde ihm der große Orden der Aufgehenden Sonne am Band verliehen.
Die kommunistische Partei Chinas würdigte ihn als Alten Freund des chinesischen Volkes.

## Kontroversen

### Jeffrey Epstein
Gates unterhielt ab 2011 enge Beziehungen zu dem Sexualstraftäter Jeffrey Epstein und traf sich mit diesem wiederholt. Zu diesem Zeitpunkt war Epstein bereits wegen Verbrechen verurteilt worden, die ihn mit dem sexuellen Missbrauch Minderjähriger in Verbindung brachten. Gates bezeichnete seine Beziehung mit Epstein später als Fehler und gab an mit ihm in keiner geschäftlichen Beziehung gestanden zu haben. Gates Freundschaft mit Epstein war laut Medienberichten einer der Gründe warum seine Frau Melinda die Scheidung einreichte.
Im Jahr 2023 wurde berichtet, dass Epstein Gates damit erpresst haben soll, eine angebliche Affäre von Gates mit einer russischen Bridge-Spielerin aufzudecken.

### Ausmaß von Flugreisen
Eine Untersuchung der Universität Lund zum Thema Superemittenten wies Gates alleine für 2017 nach, dass er in dem Jahr 59 Flüge im Privatjet unternahm und über 200.000 Flugmeilen geflogen ist. Sein CO2-Ausstoß entspricht somit dem CO2-Ausstoß von etwa 10.000 durchschnittlichen Personen. Diese Zahlen wurden Gates vorgeworfen, da sein Engagement sich auch auf die Überwindung der Klimakrise richtet; Gates bezeichnet das Ausmaß seiner Flugreisen hingegen als „schuldiges Vergnügen“ („guilty pleasure“).

### Ziel von Verschwörungstheorien
Bill Gates ist aufgrund seines Vermögens und der Projekte der Bill & Melinda Gates Foundation Ziel diverser Verschwörungstheorien. Während der COVID-19-Pandemie wurde z. B. die Lüge verbreitet, Bill Gates sei für das Virus verantwortlich, um eine Massenimpfung zu rechtfertigen.

### Sonstiges
In seiner Autobiographie kritisiert Microsoft-Mitgründer Paul Allen, dass Gates Allens erste Krebsdiagnose im Jahr 1982 zum Anlass genommen habe, Allens nachlassende Produktivität zu kritisieren und eine Verwässerung seines Anteils am Unternehmen zu planen.

Gates’ Unternehmensführung wurde teils als autoritär gegenüber seinen Mitarbeitern kritisiert. So sei es angeblich zu beleidigenden Beschimpfungen und Tobsuchtsanfällen gekommen. So meinte etwa Richter Thomas Penfield Jackson, der im Jahr 2001 über Microsofts Aufspaltung im Rahmen des United States v. Microsoft Corp.-Prozesses urteilte: 
Ich denke er hat eine Napoleonische Auffassung von sich selbst und seiner Firma, eine Arroganz, die von Macht und ungetrübten Erfolg kommt, der nicht von harten Erfahrungen und Rückschlägen versäuert ist. 
Anfang der 2000er-Jahre soll Gates aufgrund seines negativen Bildes in der Öffentlichkeit bewusst auf eine Imagekorrektur gesetzt und sich daher verstärkt auf die Führung seiner Stiftung konzentriert haben.

## Veröffentlichungen
- Source Code. Meine Anfänge. Piper, München 2025, ISBN 978-3-492-07311-0 (Autobiografie).
- Wie wir die nächste Pandemie verhindern. Piper, München 2022, ISBN 978-3-492-07170-3.[63]
- Wie wir die Klimakatastrophe verhindern. Welche Lösungen es gibt und welche Fortschritte nötig sind. Piper, München 2021, ISBN 978-3-492-07100-0.[64]
- Digitales Business. Wettbewerb im Informationszeitalter. Aus dem Amerikanischen von Raymond Hinrichs und Andreas Model. Heyne, München 1999, ISBN 3-453-15859-8 (in Zusammenarbeit mit Collins Hemingway).
- Der Weg nach vorn. Die Zukunft der Informationsgesellschaft. Aus dem Amerikanischen von Friedrich Griese und Hainer Kober. Völlig überarbeitete und aktualisierte Taschenbuchausgabe. Heyne, München 1997, ISBN 3-453-12296-8 (in Zusammenarbeit mit Nathan Myhrvold und Peter Rinearson).

## Dokumentarfilme
- Die Microsoft-Story – Computer-Pionier Bill Gates. Ein Dokumentarfilm von Stéphane Malterre. Deutsche Erstausstrahlung: 2. August 2013.[65]
- Jobs gegen Gates – Das Duell der Computerkönige (= ZDF-History. Folge 78). Deutsche Erstausstrahlung: 10. Dezember 2017.[66][67]
- Der Mensch Bill Gates (Inside Bill’s Brain: Decoding Bill Gates). 3-teilige Dokumentarfilmreihe von Davis Guggenheim. USA 2019.[68]